# Мала Врановина
Мала Врановина је насељено место у општини Топуско, на Кордуну, Република Хрватска.

## Историја
Мала Врановина се од распада Југославије до августа 1995. године налазила у Републици Српској Крајини. До територијалне реорганизације у Хрватској насеље се налазило у саставу бивше велике општине Вргинмост.

## Становништво
Насеље је према попису становништва из 2011. године имало 1 становника.
| Националност       | 1991.       |
| Срби               | 71 (97,26%) |
| Хрвати             | 1 (1,36%)   |
| Југословени        | 0           |
| остали и непознато | 1 (1,36%)   |
| Укупно             | 73          |